# Olga Boukreïeva
Pour les articles homonymes, voir Boukreïeva.
Olga Valerievna Boukreïeva (en russe : Ольга Валерьевна Букреева) est une ancienne joueuse de volley-ball russe née le 15 février 1987 à Moscou. Elle mesure 1,87 m et jouait au poste d'attaquante.

## Clubs
| Club                | De        | À         |
| ------------------- | --------- | --------- |
| CSKA Moscou         | 2004-2005 | 2007-2008 |
| Dynamo-Yantar       | 2008-2009 | 2009-2010 |
| Dinamo Krasnodar    | 2010-2011 | 2011-2012 |
| Zaretchie Odintsovo | 2013-2014 | 2013-2014 |
| Leningradka         | 2014-2015 | 2014-2015 |

## Palmarès
- Coupe de Russie
  - Vainqueur : 2005.
  - Finaliste: 2006, 2010.
- Challenge Cup
  - Vainqueur : 2014.
- Championnat de Russie
  - Finaliste : 2007.
- Top Teams Cup
  - Finaliste :2007.
- Coupe de la CEV
  - Finaliste : 2011.